# Linea IND Rockaway
La linea IND Rockaway (in inglese IND Rockaway Line IPA: [ˈaɪˈenˈdiː ˈrɑkəˌweɪ ˈlaɪn]) è una linea della metropolitana di New York situata nel borough del Queens che serve principalmente la penisola di Rockaway. Al 2017, è utilizzata dalla linea A e della navetta Rockaway Park per espletare il loro servizio metropolitano.
La linea, aperta il 28 giugno 1956, venne costruita sfruttando parte del sedime della ferrovia Rockaway Beach Branch della Long Island Rail Road chiusa nel 1950 e acquistata dalla città di New York nel 1952 per 8,5 milioni di dollari.

## Percorso
| Unknown route-map component "uhCONTgq" | Unknown route-map component "uhABZq+r" | Unknown route-map component "uhCONTfq" |

| Unknown route-map component "uBHF(L)g" + Unknown route-map component "lhSTRe@g" |

| Urban stop on track |

|  | Unknown route-map component "d" | Unknown route-map component "cd" + Unknown route-map component "BLaq" + Unknown route-map component "uACC" | Unknown route-map component "cd" + Unknown route-map component "KACCaq azure" | Unknown route-map component "CONTfq azure" |

| Unknown route-map component "dWASSERq" | Unknown route-map component "uhKRZWae" | Unknown route-map component "dWASSERq" |

| Urban stop on track |

| Unknown route-map component "dWASSERq" | Unknown route-map component "uhKRZWa" | Unknown route-map component "dWASSERq" |

| Unknown route-map component "uhSTR" |

| Unknown route-map component "dWASSERq" | Unknown route-map component "uhKRZW" | Unknown route-map component "dWASSERq" |

| Unknown route-map component "uhSTRc2" | Unknown route-map component "uhWYE23" | Unknown route-map component "uhSTRc3" |

| Unknown route-map component "uhSTR+1" | Unknown route-map component "uhSTR2+3~GG" | Unknown route-map component "uhSTR+4" |

| Unknown route-map component "uhSTR" |  | Unknown route-map component "uhHST" |

| Unknown route-map component "uhSTR" |  | Unknown route-map component "uhHST" |

| Unknown route-map component "uhSTR" |  | Unknown route-map component "uhHST" |

| Unknown route-map component "uhSTR" |  | Unknown route-map component "uhHST" |

| Unknown route-map component "uhSTR" |  | Unknown route-map component "uhHST" |

| Unknown route-map component "uhSTR" |  | Unknown route-map component "uhKACCe" |

| Unknown route-map component "uhSTR" |

| Unknown route-map component "uhHST" |

| Unknown route-map component "uhHST" |

| Unknown route-map component "uhHSTe" |

| Unknown route-map component "uSPLa" |

| Unknown route-map component "udKDSTe" | Unknown route-map component "udKBHFe" + Unknown route-map component "lvACC-" |  |  |